# Porto Cardo
Pour les articles homonymes, voir Cardo.
Le  Porto Cardo est un navire mixte ayant appartenu à la Compagnie méridionale de navigation (CMN). Construit de 1979 à 1980 aux Ateliers et chantiers du Havre, il était à l'origine un cargo roulier conçu pour le transport de fret entre Marseille et la Corse dans le cadre de la continuité territoriale. Mis en service en mai 1980, il sera par la suite transformé pour pouvoir accueillir des passagers en 1988. Vendu en 1999 à l'armateur italien Grimaldi, il est affecté au trafic de la filiale Grimaldi Ferries entre l'Italie, Malte et l'Espagne sous le nom de Malta Express. Revendu en 2006 à la compagnie publique trinidadienne GSS, il est renommé Warrior Spirit et affecté à la liaison entre les deux îles de l'archipel de Trinité-et-Tobago. Retiré en 2016, il est finalement racheté par la compagnie philippine Trans-Asia Shipping Lines. Rebaptisé Trans-Asia 1, il est alors mis en service dans l'archipel philippin sur des liaisons reliant les provinces de Cebu et de Misamis oriental. Retiré du service en 2021 en raison d'avaries récurrentes et mouillé à proximité du port de Cebu, il est d'abord endommagé lors du passage du typhon Rai en décembre 2021 qui entraîne son échouement à proximité de Lapu-Lapu avant d'être finalement ravagé par un incendie le 16 juillet 2022.

## Histoire

### Origines et construction
Un an après la mise en place de la continuité territoriale entre le continent français et la Corse, la Compagnie méridionale de navigation (CMN) et la SNCM constatent en 1977 une augmentation constante du trafic fret, mettant en évidence les performances insuffisantes de la flotte cargo. Dans l'attente d'une solution concrète, les deux armateurs se concertent en exploitant plus efficacement les navires en service. Ainsi, la SNCM mise sur l'affrètement d'unités supplémentaires tandis que la CMN retire ses plus vieux rouliers en les remplaçant temporairement par le Monte Cinto affrété à la SNCM. C'est finalement à la fin de l'année 1977 que la SNCM, avec l'accord de l'État, passe commande de son futur cargo aux Ateliers et chantiers du Havre (ACH). Compte tenu de la volonté de la CMN d'harmoniser sa flotte avec celle de la SNCM, la commande d'un cargo présentant des caractéristiques similaire est passée auprès des mêmes chantiers le 19 décembre 1978.
Conçu à l'identique du futur Monte Stello, le nouveau cargo sera, tout comme son modèle, aménagé pour transporter 36 convoyeurs, ce qui forcera son adaptation aux mêmes normes de sécurité des navires à passagers.
Le navire est mis sur cale au Havre le 19 janvier 1979 et lancé le 5 octobre suivant. Après sept mois de finitions, il est livré à la CMN le 20 mai 1980. Prévu à l'origine pour porter le nom de Cyrnos, le navire sera finalement baptisé Porto Cardo, nom de l'ancien port de Bastia dans l'Antiquité. Le nom Cyrnos a quant à lui été attribué au nouveau car-ferry de la SNCM, livré en 1979.

### Service

#### CMN (1980-1999)
Tout juste livré, le Porto Cardo quitte Le Havre et entreprend sa descente des côtes de l'Atlantique pour rejoindre la Méditerranée. Arrivé à Marseille le 26 mai 1980, son service commercial débute le 28 à destination de Bastia.
En 1985, le navire est transféré sur la ligne d'Ajaccio en raison de la mise en service du nouveau Santa Regina sur Bastia.
En 1987, à la demande de l'Office des transports de la région Corse, la SNCM et la CMN sont amenées à équiper leurs plus grands cargos d'installations leur permettant de transporter, en plus du fret, un certain nombre de passagers afin de proposer des places supplémentaires sur les ports de Bastia et Ajaccio.
Ainsi, en 1988, le Porto Cardo est transformé à Marseille pour recevoir, en plus des 36 convoyeurs, une centaine de passagers. En conséquence, de nouveaux locaux sont créés à l'arrière du navire, la cafétéria des chauffeurs est agrandie et un bar-salon est ajouté à proximité. Une quarantaine de cabines est également installée.
En 1989, l'arrivée du navire d'occasion Girolata sur Bastia entraîne l'affectation du Santa Regina sur Ajaccio. Le Porto Cardo est alors déplacé sur la desserte des ports secondaires de Propriano et de Balagne. À l'occasion de son transfert, la CMN décide d'ouvrir une toute nouvelle ligne vers Porto Torres en Sardaigne au départ de Marseille via Propriano.
Fin mars 1999, le navire est remplacé au sein de la flotte par le Scandola. Retiré du service, il est acquis au cours de l'été par le groupe italien Grimaldi.

#### Grimaldi Ferries (1999-2006)
Réceptionné par son nouveau propriétaire, le navire est renommé Malta Express. Mis en service sous les couleurs de la filiale Grimaldi Ferries en juillet 1999 entre l'Italie et l'Espagne, il inaugure également une nouvelle ligne vers Malte en partenariat avec l'armateur Sullivan Maritime.
Remplacé en 2006 par l‘Euroferry Malta, il est revendu au mois de juin au gouvernement de Trinité-et-Tobago.

#### T&T Inter-island Transportation (2006-2016)
Après avoir traversé l'océan Atlantique sous le nom de Warrior Express pour rejoindre l'archipel de Trinité-et-Tobago, le navire arrive à Port-d'Espagne le 14 juin 2006. Il est renommé peu de temps après Warrior Spirit en hommage à l'équipe nationale de football de Trinité-et-Tobago, surnommés les Soca Warriors, qui s'étaient qualifiés pour la première fois en coupe du monde cette année là.
Après quelques transformations visant à augmenter sa capacité d'emport, il est mis en service entre les îles Trinité et Tobago en remplacement du ferry Sonia.
En 2016, le navire est remplacé par le roulier Cabo Star affrété à Baja Ferries. Il est alors cédé à la compagnie philippine Trans-Asia Shipping Lines, filiale de la société Chelsea Logistics Holdings.

#### Trans-Asia Shipping Lines (2016-2022)
Arrivé aux Philippines après avoir effectué le long périple depuis Trinité-et-Tobago via Durban en Afrique du Sud, le navire est rebaptisé Trans-Asia 1. Transformé à Cebu, ses aménagements intérieurs sont profondément modifiés, la décoration des locaux existants est modernisée, un nouveau pont est créé au niveau du garage supérieur sur lequel sont ajoutées de nouvelles installations ainsi que des dortoirs. L'aspect extérieur du navire connaît également quelques modification avec l'ajout d'escaliers sur ses flancs arrière ainsi que les hublots des nouvelles installations.
À la suite de ces transformations, il est mis en service sur les lignes entre les provinces de Cebu et de Misamis oriental.
Le 10 juillet 2019, alors que le navire est à quai à Cebu, un incendie d'origine électrique se déclare à bord aux alentours de 3h. Les 36 membres de l'équipage sont tous évacués et le sinistre est maîtrisé au bout de trois heures et finalement éteint à 7h. L'incident n'a fait aucune victime à l'exception d'un membre d'équipage légèrement blessé,,.
En décembre 2021, alors que le Trans-Asia 1 se trouve au mouillage aux alentours de Cebu, le passage du typhon Rai emporte le navire qui part à la dérive et finit par s'échouer au niveau de Punta Engaño à Lapu-Lapu sur l'île de Mactan. Quelques mois plus tard, dans la nuit du 16 juillet 2022, alors que le Trans-Asia 1 se trouve toujours échoué, un incendie se déclare à bord à 2h du matin. Rapidement, le feu gagne en intensité et se propage dans tout le navire. Au moment des faits, six membres d'équipage se trouvaient à bord et sont parvenus à s'échapper en sautant à la mer. Deux d'entre eux ont cependant été victimes de brûlures au premier degré et hospitalisés. Le navire quant à lui est ravagé par les flammes durant le reste de la nuit avant que l'incendie ne soit maîtrisé à partir de 5h45.

## Aménagements

### Locaux communs
À l'origine le Porto Cardo n'était pas équipé pour le transport de passagers, cependant, les travaux de 1988 visant à transformer le cargo en navire mixte voient l'ajout d'installations. Ainsi, le navire est équipé d'un restaurant et d'un bar-salon.
En 2016, les travaux entrepris par Trans-Asia Shipping Lines voient la création de nouvelles installations telles qu'un restaurant, une cafétéria, une boutique, un spa et une salle de lecture.

### Cabines
Le Porto Cardo était initialement aménagé pour transporter 36 convoyeurs. Lors de la refonte de 1988, 48 cabines sont ajoutées dont quelques-unes avec salles de bains.
Depuis 2016, le navire est équipé de trois cabines luxe à deux personnes, une cabine à cinq, 26 cabines à deux, un dortoir touriste de 162 lits superposés, un dortoir de 2de classe de 32 lits, un dortoir pour les étudiants de 9 lits et un dortoir ouvert de 237 lits.

## Caractéristiques
Le Porto Cardo mesure 126,50 mètres de long pour 21,01 mètres de large, son tirant d'eau est de 5,85 mètres et sa jauge brute est de 11 457 UMS. À l'origine équipé pour le transport de 36 convoyeurs, le navire sera transformé pour accueillir 96 passagers en 1988 puis 120 en 2006 et finalement 531 en 2016. Il possédait jusqu'en 2016 un garage de 1 120 mètres linéaires de roll pouvant également contenir quelques véhicules particuliers. Avec la suppression du garage supérieur, la capacité a depuis baissé. Le garage est accessible par une porte-rampe arrière. La propulsion du navire est assurée par 2 moteurs diesel semi-rapides SEMT Pielstick 12PC2/5V400 développant une capacité de 11 040 kW entraînant 2 hélices à pas orientable Lips faisant filer le bâtiment à plus de 18 nœuds. Le navire mixte est aussi doté d'un propulseur d’étrave Lips et d'un stabilisateur à ailerons repliables ACH. Il est pourvu de deux embarcations de sauvetages fermées de petite taille, complétées par de nombreux radeaux de sauvetage.

## Lignes desservies
Pour la CMN de 1980 à 1999, le Porto Cardo était affecté aux transports de marchandises entre les ports de Marseille et la Corse. Le navire a commencé sa carrière entre Marseille et Bastia. En 1985, il est déplacé sur la desserte d'Ajaccio et transporte également des passagers à partir de 1988. En 1989, il est affecté aux lignes vers Propriano, L'Île-Rousse et Porto Torres en Sardaigne jusqu'en 1999.
Vendu à l'armateur Grimaldi, il est employé à partir de juin 1999 entre l'Italie, Malte et l'Espagne sur la ligne Salerne - La Valette - Valence.
À partir de 2006 il est employé entre les îles Trinité et Tobago sur la ligne Port-d'Espagne - Scarborough.
Depuis 2016, le navire navigue entre les provinces philippines de Cebu et de Misamis oriental sur la ligne Cebu - Cagayán de Oro pour le compte de Trans-Asia Shipping Lines.